# Бернареджи, Адриано
Адриано Бернареджжи (итал. Adriano Bernareggi; 9 ноября 1884, Орено, Монца, Ломбардия, Королевство Италия — 23 июня 1953, Бергамо, Италия) — итальянский прелат, Ординарий епархии Бергамо.

## Биография
В 1895 году поступил в семинарию в Севезо, с 1900 года - в Папском Григорианском университете и в Папской семинарии Ломбардии (итал. Pontificio seminario lombardo.
С ноября 1907 года вновь в Риме для изучения канонического  права,  получает докторскую степень, назначается профессором канонического права в архиепископской семинарии Милана, через несколько лет - также профессор церковного права в Католическом университете Милана.
Пробст прихода Сан Витторе (итал. Chiesa di San Vittore al Corpo) в Милане.

## Епископское служение
C 16 декабря - коадъютор в Бергамо, 24 января 1932 - рукоположен и с 14 апреля 1936 вступает в управление епархией.
В июле 1943  координирует работы над Кодексом Камальдоли (итал. Codice di Camaldoli).
В период управления епархией Бергамо преосвященным Адриано Бернареджжи произошли явления  Богородицы (итал. Madonna delle Ghiaie di Bonate) в Бонате-Сопра.
28 января 1953 возведен в сан архиепископа.
Погребен в епископской крипте кафедрального собора в Бергамо.
Его именем назван епархиальный музей в Бергамо, в основу которого положена коллекция собранная Бернареджжи.
Доменико Бернареджжи, брат архиепископа был генеральным викарием Милана и титулярным епископом Фамагосты.